# 323
L'any 323 és un any del segle IV 

## Esdeveniments
- Imperi Romà: Esclata la segona guerra civil entre Licini I i Constantí I el Gran
- Batalla de Crisòpolis - Flavi Juli Crisp, fill de Constantí I derrota les forces navals de Licini I
- 3 de juliol - Adrianòpolis (Tràcia): L'exèrcit de Constantí I el Gran derrota el de Licini I
- 18 de setembre - Calcedònia (Bitínia): Segona i decisiva victòria de Constantí. Licini és empresonat.

## Naixements
- Flavi Juli Constant, emperador romà[1]

## Necrològiques
- Jin Yuandi, emperador de la dinastia Jin[2]
- Zhan Bin, general i estrateg de Shi Le, emperador fundador de l'estat xinès dels Zhao posteriors